# Marc Guiu
Marc Guiu Paz (Granollers, 4 gennaio 2006) è un calciatore spagnolo, attaccante del Sunderland, in prestito dal Chelsea.

## Caratteristiche tecniche
Punta centrale, dal fisico imponente, risulta utile sia in fase di creazione che finalizzazione. Rapido e con una buona tecnica, viene paragonato a Samuel Eto'o.
Nel 2023 è stato inserito nella lista "Next Generation" dei sessanta migliori talenti nati nel 2006, redatta dal quotidiano inglese The Guardian.

## Carriera

### Club

#### Barcellona
Ha iniziato la sua carriera nel settore giovanile del Barcellona nel 2013.
Nel giugno del 2023 ha partecipato ad alcune amichevoli estive pre-stagionali con la prima squadra, debuttando ufficialmente il 22 ottobre seguente, nell'incontro di campionato contro l'Athletic Bilbao vinto 1-0 proprio grazie ad una sua rete; diventa al contempo il più giovane marcatore nella storia del Barcellona nella Liga. Tre giorni dopo ha debuttato anche in Champions League contro lo Šachtar, trovando il primo gol nella massima competizione europea il 13 dicembre contro l'Anversa, nell'ultima partita della fase a gironi. Conclude la stagione con 2 reti in 7 partite totali.

#### Chelsea e prestito al Sunderland
Il 1º luglio 2024 è stato acquistato a titolo definitivo dal Chelsea, con cui ha firmato un contratto quinquennale. Con i Blues trova spazio maggiormente in UEFA Conference League, manifestazione in cui mette a segno 6 reti e vinta dal club londinese.
Il 6 agosto 2025 viene ceduto in prestito al Sunderland, neopromosso in Premier League.

### Nazionale
Ha giocato nelle nazionali giovanili spagnole Under-17 ed Under-19.

## Statistiche

### Presenze e reti nei club
Statistiche aggiornate al 6 agosto 2025.
| Stagione        | Squadra         | Campionato      | Campionato | Campionato | Coppe nazionali | Coppe nazionali | Coppe nazionali | Coppe continentali | Coppe continentali | Coppe continentali | Altre coppe | Altre coppe | Altre coppe | Totale | Totale | Totale |
| Stagione        | Squadra         | Comp            | Pres       | Reti       | Comp            | Pres            | Reti            | Comp               | Pres               | Reti               | Comp        | Pres        | Reti        | Pres   | Reti   |        |
| --------------- | --------------- | --------------- | ---------- | ---------- | --------------- | --------------- | --------------- | ------------------ | ------------------ | ------------------ | ----------- | ----------- | ----------- | ------ | ------ | ------ |
| 2023-2024       | Barcellona      | PD              | 3          | 1          | CR              | 2               | 0               | UCL                | 2                  | 1                  | SS          | 0           | 0           | 7      | 2      |        |
| 2024-2025       | Chelsea         | PL              | 3          | 0          | FACup+CdL       | 1+1             | 0               | UECL               | 9                  | 6                  | Cmc         | 1           | 0           | 15     | 6      |        |
| 2025-2026       | Sunderland      | PL              | -          | -          | FACup+CdL       | -               | -               | -                  | -                  | -                  | -           | -           | -           | -      | -      |        |
| Totale carriera | Totale carriera | Totale carriera | 6          | 1          |                 | 4               | 0               |                    | 11                 | 7                  |             | 1           | 0           | 22     | 8      |        |

## Palmarès

### Club

#### Competizioni internazionali
- UEFA Conference League: 1

Chelsea: 2024-2025
- Coppa del mondo per club: 1

Chelsea: 2025

### Individuale
- Capocannoniere dell'Europeo Under-17: 1

Ungheria 2023 (4 reti)